# B*Witched
B*Witched is een Ierse popgroep die aan het einde van de jaren 90 enkele hits scoorde.
De leden zijn tweelingzusjes Edele en Keavy Lynch, Sinéad O'Carroll en Lindsay Armaou. Via Louis Walsh, de manager van de Ierse boyband Boyzone (een van de leden Shane Lynch, is de oudere broer van Edele en Keavy) kwam B*Witched in contact met Kim Glower, die de meisjes vervolgens een deal bezorgde bij Glowworm Records, een onderdeel van Epic Records.
De band bracht hun debuutsingle C'est la vie uit in 1998. Het nummer bereikte de nummer 1-positie in Engeland en nummer 8 in Nederland. Hierna lukte het de band om nog eens drie keer de nummer 1-positie te halen in Engeland met de singles Rollercoaster, To You I Belong, en Blame It On The Weatherman, een record dat zelfs de Spice Girls niet was gelukt. Het debuutalbum B*Witched was ook een groot succes. Na talloze optredens en promotie in Europa, Japan en Azië scoorde B*Witched in 1999 een Amerikaanse Top 10-hit met C'est la vie. De groep verbleef enkele maanden in de VS voor promotie, ging op tournee met Britney Spears en *NSYNC en nam gedeeltelijk songs voor het tweede album Awake And Breathe op, dat in het najaar van 1999 verscheen. De eerste single Jesse Hold On behaalde de 4e plaats in Engeland. Hierna volgde een wereldtouree langs diverse arena's in landen waar B*Witched het meest succesvol was. De daaropvolgende singles I Shall Be There en Jump Down wisten echter de Top 10 van de hitlijsten niet te behalen. Voor de promotie van Jump Down en bijhorende videoclip werd de band zelfs een nieuw sexier imago aangemeten, een formule die bij veel fans niet in goede aarde viel.
In 2001 dook de band de studio weer in om aan nieuw album te werken. Een van de laatste opnames als viertal (Hold On) maakten de meiden voor de soundtrack van de film The Princess Diaries. De eerste single van het derde album stond voor zomer 2002 gepland. De band stond in de startblokken om in Afrika de bijhorende videoclip op te nemen, totdat er een schokkend bericht van hun manager volgde met de mededeling dat de platenmaatschappij geen intentie had om het nieuwe album uit de te brengen en hun deal wilde ontbinden wegens vertrouwen in de toekomst. De meiden probeerden hun carrière einigzins nieuw leven in te blazen door hun materiaal bij een kleiner platenlabel uit te brengen maar ook dit werd geen succes. Kort daarna stapte Sinéad uit de groep en viel de band vervolgens uiteen. Elk lid is vervolgens zijn eigen weg gegaan, al duurde het nog tot 2012 voordat ook maar iemand van de groep nieuw werk onder een nieuw naam uitbracht. Keavy en Edele vormden een duo genaamd Barbarellas, brachten 2 singles en een album uit maar flopte er gigantisch mee.

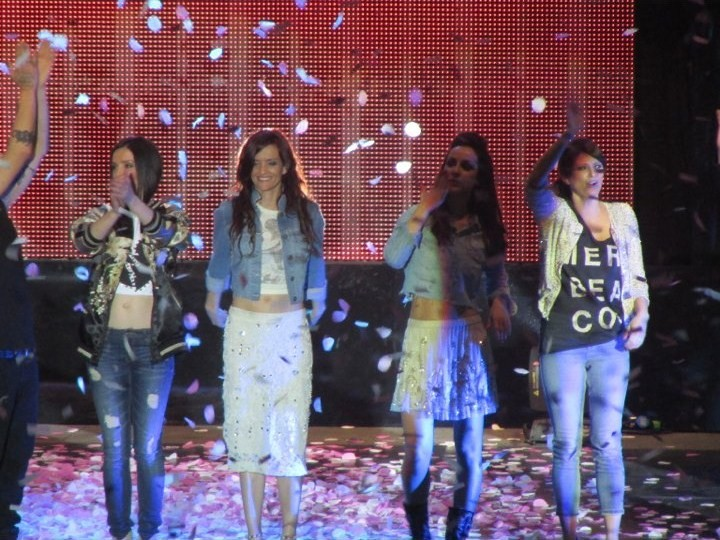
B*Witched in Manchester tijdens de Big Reunion tour

Voor het Britse tv-programma The Big Reunion (een reality-show waarin diverse bands uit de jaren 90 werden gevolgd tot een grootste comeback met een groot concert als toppunt) kwam B*Witched na 11 jaar terug in de schijnwerpers. Wegens het gigantische succes van The Big Reunion Concert, zijn inmiddels alle deelnemende bands van het programma met elkaar een tournee gestart die nog tot de zomer 2013 zal doorlopen. In het najaar volgt er nog een zogenaamde Kerst-tour. Van alle bands is B*Witched de eerste die na zoveel jaar met nieuw materiaal op de proppen komt. Een nieuwe single getiteld Love and Money verschijnt in juli. Of de band een geheel nieuw album zal lanceren is nog niet bekend.

## Discografie

### Albums
| Album met eventuele hitnotering(en) in de Nederlandse Album Top 100 | Datum van verschijnen | Datum van binnenkomst | Hoogste positie | Aantal weken | Opmerkingen |
| ------------------------------------------------------------------- | --------------------- | --------------------- | --------------- | ------------ | ----------- |
| B*witched                                                           | 1998                  |                       | onb             |              |             |
| Awake and Breathe                                                   | 1999                  |                       | onb             |              |             |

### Singles
| Jaar | Titel                        | Album                         | NL | Notes                                                                           |
| ---- | ---------------------------- | ----------------------------- | -- | ------------------------------------------------------------------------------- |
| 1998 | "C'est la vie"               | B*Witched                     | 8  | -                                                                               |
| 1998 | "Rollercoaster"              | B*Witched                     | -  | -                                                                               |
| 1998 | "To You I Belong"            | B*Witched                     | -  | -                                                                               |
| 1999 | "Blame It on the Weatherman" | B*Witched                     | -  | -                                                                               |
| 1999 | "Thank ABBA for the Music"   | ABBAMania compilation album   | 14 | with Steps, Tina Cousins, Cleopatra and Billie                                  |
| 1999 | "Jesse Hold On"              | Awake and Breathe             | -  | -                                                                               |
| 1999 | "I Shall Be There"           | Awake and Breathe             | -  | featuring Ladysmith Black Mambazo                                               |
| 2000 | "Jump Down"                  | Awake and Breathe             | -  | -                                                                               |
| 2000 | "Across America 2000"        | Alleen een single uitgebracht | -  | Uitgebracht in Amerika. "Mickey" staat op de soundtrack van de film Bring It On |

- Een streepje betekent dat het nummer niet is uitgebracht in het land of dat de notering onbekend is.